# England i middelalderen
England i middelalderen er Englands historie fra slutningen af 400-tallet til begyndelsen af tidlig moderne tid i 1485. Da England voksede frem efter Romerrigets fald, hang økonomien i laser, og mange byer var forladt. Efter århundreder med germansk migration begyndte der at opstå ny identitet og kultur. Det udviklede sig til kongeriger, der kæmpede om magten. En rig kunstnerisk kultur blomstrede under angelsakserne, der producerede episke digte som Beowulf og sofistikerede metalarbejder. Angelsakserne konverterede til kristendommen i 600-tallet, og klostre blev opført over hele England. I 700- og 800-tallet blev landet hærget af vikinger, og kampene varede i flere årtier. Wessex blev det mægtigste kongerige, og det fik en engelsk identitet til at vokse. På trods af gentagne arvekriser og danerne, der fik magten i begyndelsen af 1000-tallet, var England i 1060'erne en magtfuld centraliseret stat med et stærkt militær og en stærk økonomi.
Den normanniske erobring af England i 1066 førte til, at den angelsaksiske elite blev besejret og blev erstattet med normannisk og fransk adel og deres tilhængere. Vilhelm Erobreren og hans efterfølgere overtog det eksisterende statssystem, undertrykte lokale oprør og beherskede befolkningen fra en række borge. De nye herskere introducerede en feudal tilgang og afskaffede slaveri, men skabte en langt bredere gruppe ufrie arbejdere med livegenskabet. Kvindens position i samfundet ændrede sig, da love om land og herredømme blev ændret. Englands befolkning blev mere end fordoblet i 1100- og 1200-tallet, og det fik byerne til at vokse og handlen til at blomstre. Det blev hjulpet på vej af den middelalderlige varmeperiode i Nordeuropa. Nye klostre blev bygget, mens kirkelige reformer førte til spændinger mellem ærkebiskopper og konger. På trods af udviklingen i England og det juridiske system førte det til borgerkrige og tabet af Normandiet.
I 1300-tallet kom stor hungersnød og den sorte død, som udryddede omkring halvdelen af Englands befolkning. Det medførte økonomisk kaos og underminerede den gamle politiske orden. Social uro fulgte og resulterede i Peasants' Revolt i 1381, mens der med ændringer i økonomien opstod en ny landadel, og adelstanden begyndte at udøve magt via bastard feudalisme. Næsten 1.500 landsbyer blev forladt, og mange søgte nye muligheder i byerne. Nye teknologier opstod, og England frembragte store middelalderlige filosoffer og videnskabsmænd. Engelske konger gjorde i 1300- og 1400-tallet krav på Frankrigs trone. Det medførte hundredårskrigen. England havde stor militær succes, og økonomien blomstrede som følge af international handel med uld og klæde. Men i 1450 kom England i krise, da det mødte modstand i Frankrig, og en nedgang fulgte. Mere social uro brød ud før rosekrigene, der blev udkæmpet mellem rivaliserende dele af den engelske adel. Henrik 7.s sejr i 1485 markerer normalt afslutningen på middelalderen i England og begyndelsen på den tidlige moderne tid.

## Politisk historie

### Tidlig middelalder (600–1066)
Ved begyndelsen af middelalderen var England en del af Britannien, en tidligere provins i Romerriget. Den engelske økonomi var domineret af romerne, der brugte mange penge på store militæranlæg og også hjalp med at udbygge vejnet, byer og villaer. Ved udgangen af 300-tallet var de romerske legionærer stort set trukket tilbage, og den engelske økonomi kollapsede. Germanske immigranter begyndte at rejse til landet i større tal i 400-tallet; oprindeligt hvor de fredeligt etablerede små gårde og bosættelser. Ny politisk og social identitet opstod med en angelsk kultur i Østengland og en saksisk kultur i syd med lokale grupper i nye regiones, som var mindre politiske områder, der blev styret af magtfulde familier og enkeltpersoner. I 700-tallet var flere af disse herskere som dem i Wessex, East Anglia, Essex og Kent, begyndt at kalde sig konger, og de boede i villae regales, kongecentre, og indsamlede penge fra de omkringliggende regiones. Disse syv kongeriger bliver ofte omtalt som heptarkiet.
I 600-tallet voksede Kongeriget Mercia sig stærkt under kong Pendas ledelse. Mercia invaderede nabolandene, til det mere eller mindre kontrollerede omkring 50 regiones, der dækkede en stor del af England. Mercia og de andre kongeriger, der blev ledet af krigereliten, fortsatte med at kæmpe om territorier igennem 700-tallet. Massive jordvolde, som Offa's Dyke, der blev bygget af Offa af Mercia, hjalp med at forsvare vigtige grænser og byer. I 789 begyndte de første skandinaviske plyndringstogter; disse vikingetogter blev mere hyppige og omfattende til 865, hvor den store hedenske hær invaderede England, erobrede York og besejrede kongeriget East Anglia. Mercia og Northumbria faldt i 875 og 876, og Alfred af Wessex blev drevet i eksil i 878.
Samme år vandt Alfred en afgørende sejr over danerne under slaget ved Edington, og han udnyttede frygten for vikingerne til at samle en stor hær og brugte et netværk af forskansede byer kaldet burhs til at forsvare sine territorier og mobilisere kongelige ressourcer. Alfred undertrykte den interne opposition mod hans styre, og han stoppede de invaderende tropper i Danelagen. Under hans søn, Edward den ældre, og hans barnebarn, Æthelstan, blev Wessex udvidet yderligere mod nord ind i Marcia og Danelagen, og i 950'erne blev York endeligt permanent generobret fra vikingerne under Eadred og Edgar. De saksiske herskere i vest var nu kendt som kongerne af Angelcynn, hvilket var hele det engelske folk.
Med Edgars død blev arvefølgen problematisk. Ethelred overtog magten i 978 efter mordet på sin bror, Edward, men England blev herefter invaderet af Svend Tveskæg, der var søn af den danske konge. Der blev gjort forsøg på at betale Svend for ikke at angribe ved brug af danegæld, men det fejlede, og han overtog tronen i 1013. Svends søn, Knud, afviklede mange af de gamle engelske familier, da han overtog magten i 1016. Ethelreds søn, Edward Bekenderen, havde overlevet i eksil i Normandiet, og han vendte tilbage for at gøre krav på tronen i 1042. Edward var barnløs, og arvefølgen blev bragt i spil. England blev domineret af Godwin-familien, der havde draget fordel af danernes invasion og fået  enorm rigdom. Da Edward døde i 1066, gjorde Harold Godwinson krav på tronen og besejrede en norsk rival, Harald Hårdråde, under slaget ved Stamford Bridge.

### Højmiddelalderen (1066–1272)
I 1066 udnyttede Vilhelm, hertug af Normandiet, den engelske arvefølgekrise og invaderede. Med en hær af normannere og lejesoldater besejrede han Harold under slaget ved Hastings, og han besatte hurtigt Sydengland. Vilhelm brugte en række borge til at kontrollere vigtig magtcentre, og han gav udstrakte landområder til sine normanniske følgere og supplerede eller eliminerede den tidligere angelsaksiske elite. Der udbrød mange oprør, men Vilhelm slog dem ned, inden han gik ind i Nordøstengland, hvor han fik kontrol over York og plyndrede regionen. Visse normanniske herremænd brugte England som udgangspunkt for angreb i South og North Wales, spredte sig op i dalene og etablerede Marcher-territorier. Ved Vilhelms død i 1087 var England den største del af et angelnormannisk rige, der blev styret af et netværk af adelige med landområder over hele England, Normandiet og Wales. Englands voksende rigdom var uhyre vigtig for de normanniske konger, så de kunne få magt til også at dække andre regioner med felttog langs Normandiets grænser.
Det normanniske styre viste sig at være ustabilt; arvefølgen blev udfordret, og det førte til voldelige konflikter mellem tronkræverne og deres adelige følgere. Vilhelm 2. arvede tronen, men stod over for oprør, der forsøgte at erstatte ham med hans ældre bror Robert eller hans fætter Stephen af Aumale. I 1100 døde Vilhelm 2. mens han var på jagt. På trods af Roberts krav på tronen, tog hans yngre bror, Henrik 1., hurtigt magten. Der udbrød krig, hvilket endte med Roberts nederlag ved Tinchebrai og hans efterfølgende livstidsfængsling. Roberts søn, Clito, var fortsat på fri fod, og han var centrum for nye oprør, til han døde i 1128. Henriks eneste ægte søn, William, døde ombord på White Ship, der gik ned i 1120. Det indledte en ny arvefølgekrise: Henriks nevø Stefan af Blois gjorde krav på tronen i 1135, men blev udfordret af Henriks datter Matilda.  Der udbrød borgerkrig i England og Normandiet. Det resulterede i en lang periode med krig og ufred, som senere fik navnet Anarkiet. Matildas søn, Henrik, indgik endeligt fred i Winchester og overtog som konge 1154.
Henrik 2. var den første af de angevinske herskere over England. Det blev han kaldt, også da han kun var greve af Anjou i Nordfrankrig. Henrik havde også fået en stor del af hertugdømmet Aquitaine via et giftemål, og England blev en vigtig del af et rige som spredte sig over store dele af Vesteuropa, som senere blev kaldt Angevinriget. Henrik genindsatte den kongelige autoritet og genopbyggede de royale finanser, krævede magten i Irland og fremmede angelnormannisk kolonisering i landet. Henrik styrkede Englands grænser mod Wales og Skotland, og han brugte landets rigdom til en langtrukken krig med sine rivaler i Frankrig, men endnu engang viste arvefølgen sig at blive problematisk. Adskillige oprør brød ud, som blev ledet af Henriks børn, der var ivrige efter få fat i magt og land, og de blev nogle gang støttet af Frankrig, Skotland og walisiske prinser. Efter en sidste konfrontation med Henrik overtog hans søn Richard 1. Englands trone i 1189.
Richard brugte en stor del af sin magt på at beskytte sine besiddelser i Frankrig og kæmpe i det tredje korstog; hans bror, John, arvede England i 1199, men mistede Normandiet (deraf navnet) og størstedelen af Aquitanien efter flere års krig med Frankrig. John kæmpede gentagne og stadig dyrere felttog, i forsøg på at generhverve disse besiddelser. Johns forsøg på at skaffe penge til at krigene kombineret med hans skrøbelige forhold til mange af de engelske baroner ledte til en konfrontation i 1215, hvor man forsøgte at genoprette freden med signering af Richard 1. af England Magna Carta, og udbruddet af den første baronkrig. John døde efter at have kæmpet mod de oprørske baroner og deres franske støtter, der var endt i et dødvande. Den royale magt blev genetableret af baroner, der var loyale overfor den unge Henrik 3. Englands magtstruktur forblev ustabil, og udbruddet af den anden baronkrig i 1264 resulterede i at kongen blev taget til fange af Simon de Montfort. Henriks søn, Ewdard, besejrede oprørsfraktionerne mellem 1265 og 1267, og genoprettede sin fars magt.

### Senmiddelalderen (1272–1485)
Da Edvard blev konge, genopbyggede han monarkiet, genoprettede og udvidede vigtige borge, der var forfaldne. Oprør blandt prinserne i North Wales fik Edvard til at mobilisere en stor hær, som han besejrede de indfødte walisere med. Herefter igangsatte han en engelsk kolonisering og opførte borge i hele regionen. Der blev ført yderligere krige i Flandern og Aquitaine. Edvard lavede også felttog i Skotland, men formåede ikke at få en strategisk sejr, og prisen skabte spændinger, som næsten førte til borgerkrig. Edvard 2. arvede krigen med Skotland, og måtte også kæmpe med en voksende opposition mod hans styre, som et resultat af, at hans kongelige favoritter og deres militære nederlag. Efter Despenser War i 1321–22 fulgte en ustabil periode, hvor Edvard blev sat af tronen, og muligvis myrdet, i 1327 af hans franske kone Isabella, og en oprørsk baron, Roger Mortimer. Isabella og Mortimers regime varede kun i få år, før det blev kuppet af Isabellas søn, Edvard 3. i 1330.
Lige som sin bedstefar gjorde Edvard 3. meget for at genoprette kongemagten, men i 1340'erne kom den sorte død til England. Tabene fra denne epidemi og senere  udbrud påvirkede begivenhederne i England mange år fremover. Imens var Edvard under pres fra Frankrig i Aquitaine, og han gjorde krav på den franske trone. I løbet af det næste århundrede kæmpede engelske tropper mange krige og felttog i den langtrukne konflikt, der blev kendt som hundredårskrigen. På trods af udfordringer med at hæve skatterne for at betale for krigen, så gjorde Edvards militære succes, at mange områder af landet blev rigere som af de rigdomme der blev plyndret, og det gjorde det muligt for ham at opføre store bygningsværker. Mange medlemmer af den engelske elite, inklusive Edvards søn, den sorte prins, var dybt involverede i felttogene i Frankrig og administration af de nyvundne kontinentale territorier.
Edvards barnebarn, den unge Richard 2., oplevede både politiske og økonomiske problemer, hvoraf mange var forårsaget af den sorte død som Peasants' Revolt, der brød ud over hele Sydengland i 1381. Over de følgende årtier kæmpede Richard og grupper af adelige for magten og kontrollen over politikken overfor Frankrig, indtil Henry af Bolingbroke tog tronen med støtte fra parlamentet i 1399. Han regerede som Henrik 4., og udøvede sin magt via sit råd og parlamentet, mens han forsøgte at skabe politisk og religiøs enighed. Hans søn, Henrik 5., genoptog krigen med Frankrig, og kom tæt på at opnå strategisk succes kort før sin død i 1422. Henrik 6. blev konge i en alder af ni måneder, og både det politiske system i England og den militære situation i Frankrig begyndte gå i opløsning.
En række blodige borgerkrige, der senere fik navnet rosekrigene, brød ud i 1455 pga. økonomikrise og en udbredt opfattelse af, at regeringen var dårlig. Edvard 4., der ledede en fraktion for Huset York, fjernede Henrik fra magten i 1461, men i 1469 brød konflikten ud igen, da Edvard, Henrik og Edvards bror George, der blev støttet af ledende adelige og magtfulde franske støtter, konkurrerede om magten. I 1471 stod Edvard som sejrherre, og de fleste af hans rivaler var døde. Ved hans død overgik magten til hans bror, Richard af Gloucester, som oprindeligt herskede på vegne af den unge Edvard 5. før han tog tronen selv som Richard 3. Den fremtidige Henrik 7. vendte tilbage til England, hjulpet på vej af franske og skotske tropper, og besejrede Richard under slaget ved Bosworth i 1485. Det fik endt størstedelen af kampene. Mindre oprør mod tudordynastiet fortsatte dog flere år efter.

## Regering og samfund

### Regering og social struktur

#### Tidlig middelalder (600–1066)
De angelsaksiske kongeriger var hierarkiske samfund, der byggede på alliancer mellem magtfulde herremænd og deres støtter. På toppen af samfundet var kongen, der stod over mange af de normale processer i det angelsaksiske liv, og hvis hushold havde specielle privilegier og beskyttelse. Under kongen var thegns, adelige, hvoraf de mere magtfulde havde deres egne domstole og blev kaldt ealdormen. Forholdet mellem kongerne og adelstanden var bundet sammen med en militær symbolisme, og en rituel udveksling af våben og rustning. Fri mænd, kaldet churls, dannede det næste samfundslag, og de ejede ofte deres egen jord eller havde virksomheder i byerne. Geburs, bønder der arbejdede på landet og tilhørte en thegn, var klassen under. Den laveste samfundsklasse var slaverne, der kunne blive købt og solgt, og som kun havde minimale rettigheder.
Magtbalancen mellem de forskellige grupper ændrede sig efterhånden. Først blev kongerne valgt af medlemmer af den døde konges råd, men førstefødselsret blev hurtigt normen for arvefølge. Kongerne styrkede yderligere deres status ved at vedtage kristne ceremonier og nomenklatur, samt at introducere gejstlige kroninger i 700-tallet, og gav sig selv titlen som "Kristi stedfortræder" i 1000-tallet. Store godser blev oprundeligt opbygget af kongen, biskopper, klostre og thegns, men i 800- og 900-tallet blev disse langsomt brudt op i mindre dele som konsekvens af arve-arrangementer, ægteskaber og opkøb af kirken. I 1000-tallet blev den royale position yderligere forværret, da ealdormen hurtigt opbyggede nye godser, hvilket gjorde dem mere magtfulde end kongen, og det bidrog til politisk uro i de sidste år af den angelsaksiske periode. Churls' status gik langsomt ned som tiden gik, da deres rettigheder lige så stille blev fjernet, og deres pligter overfor herremændene blev større.
Kongeriget Wessex, som endte med styre stort set hele England, udviklede en central kongelige administration. En del af den var kongens råd, kaldet witenagemot, der bestod af højtstående gejstlige, ealdormen, og nogle vigtige thegns; rådet mødtes for at rådgive konen i politiske og juridiske spørgsmål. Det kongelige hushold inkluderede embedsmænd, thegns og et sekretariat  af gejstlige, som rejste sammen med kongen og udførte regeringsopgaver på vejen, og hvor de kom frem. Under de danske konger fulgte en livvagt af huskarle også med hoffet. På regionalt niveau spillede ealdormen en vigtig rolle i regering, forsvar og skatteindkrævning, og stillingen som sheriff opstod i 900-tallet, for at kunne administrere de lokale shirere på vegne af ealdorman. Angelsaksiske mønter blev stramt reguleret af kongerne, hvilket gav valutaen en høj kvalitet, og hele landet brugte et system kaldet "hidage" til indkrævning af skatter.
De angelsaksiske konger samlede et sæt love, der enten blev skrevet som statutter eller kodekser , men disse love blev aldrig skrevet samlet ned, og var altid en supplement til en omfattende mundtlig tradition af almindelige love. I begyndelsen af perioden mødtes lokale forsamlinger kaldet moots for at udøve disse love i særlige tilfælde; i 900-tallet blev de erstattet af herredsråd, der fungerede som lokale områder, og shire moots der tog sig af større regioner i kongeriget. Mange kirkefolk og thegns fik også tilladelse til at afholde lokale domstole af kongen. Det juridiske system var afhængig af eder, hvis værdi var forskellig afhængig af, hvem der svor dem. En af konges mænd talte 12 gange mere end en churl. Hvis der blev givet bøder, varierede deres størrelse ligeledes af edens værdi for individet. Angelsaksiske autoriteter havde problemer med blodfejder mellem familier, der fulgte voldelige drab, og forsøg på at bruge systemet mandebod, der er en betaling af blodpenge, som en alternativ måde at løse langtrukne fejder på.

#### Højmiddelalderen (1066–1272)
Inden for 20 år efter den normanniske erobring var den tidligere angelsaksiske elite  erstattet af en ny klasse af normannisk adel, og omkring 8.000 normannere og franskmænd bosatte sig i England. De nye jarler (efterfølgerne til ealdermen), sheriffer og gejstlige kom alle fra denne gruppe. I mange områder af samfundet var en kontinuitet, da normannerne adopterede de samme angelsaksiske regeringsinstitutioner, inklusive skattesystem, møntslåning og centraliseret lovskrivning samt visse juridiske forhold: oprindeligt fortsatte sherifferne og de hundredvis af domstole med at fungere som før. De eksisterende skatteforpligtelser blev nedskrevet i Domesday Book, der blev nedfældet i år 1086.
Snart begyndt ændringer på andre områder også at kunne føles. Regeringsmetoden efter erobringen kan beskrives som et feudalsystem, idet den nye adel ejede landet på vegne af kongen; mod at yde militær støtte og sværge troskab, kaldet homage, fik de landområder kaldet len eller lignende områder. Store og magtfulde adelige gav land til mindre jordejere til gengæld for troskab og yderligere militær støtte, og slutteligt havde bondestanden land til gengæld for at stille deres arbejdskraft til rådighed, hvilket skabte et helt net af loyaliteter og ressourcer, der til dels blev håndhævet af de nye domstole. Dette system var blevet brugt i Normandiet og koncentrerede mere magt hos kongen og den øverste elite end det tidligere angelsaksiske regeringssystem. Praksissen med slaveri blev mindre i årene efter erobringen, da normannerne betragtede dette som værende imod kirkens lære. De mere velstående bønder mistede dog deres indflydelse og magt, da normannerne gjorde det at eje jord mere afhængig af at at stille arbejdskraft til rådighed for den lokale herremand. De faldt ned i det økonomiske hierarki, og det øgede antallet af ufri bønder eller livegenskab, for hvem det var forbudt at forlade herregården eller søge alternativ ansættelse.
Kongen ansatte en række gejstlige som kanslere, der var ansvarlige for at styre det kongelige kancelli, mens familia regis, det militære hushold, begyndte som livvagt og militært personale. Englands biskopper fortsatte med at være en vigtig del af lokaladministration sammen med adelstanden. Henrik 1. og Henrik 2. implementerede begge store juridiske reformer, der udvidede den centraliserede kongelige lov; i 1180'erne var grundlaget for den fremtidige engelske common law blev lagt, med en stående domstol i Westminster, der var en tidligere Common Bench, og omrejsende dommere, der udførte og udførte eyres rundt omkring i landet. Kong John udvidede kongens rolle i at udføre retfærdighed, og omfanget af passende intervention var et af problemerne, som blev adresseret i Magna Carta i 1215. Den fremvoksende retssystem genoplivede livegenskaben i 1200-tallet ved at lave en endnu skarpere linje mellem frie mænd og bønder underlagt herremænd.
Der var mange spændinger i regeringssystemet. De kongelige jordbesiddelser og rigdom strakte sig over hele England, og gav kongen en privilegeret position over selv de mest magtfulde medlemmer af den adelige elite. Efterfølgende konger havde dig stadig brug for flere ressourcer til at finansiere deres militærkampagne, betale byggerier og belønne deres støtter, og dette betød at de blev nødt til at udøve deres feudale ret og blande sig i ejerskabet af adelstandens jordbesiddelser. Dette var et kontinuerligt og hyppigt problem der skabte klager, og det samme var en voksende opfattelse af, at landet burde gives videre via arvefølgelig ret, og ikke via kongens gunst. Ejendom og rigdom blev fortsat mere samlet på en del af adelen, store magnater, på bekostning af de bredere baronier. Det tilskyndede nedbrydningen af nogle aspekter af den lokale feudalisme. Som tiden gik, giftede den normanniske adel sig ind mange af de store angelsaksiske familier, og deres tilknytning til hertugdømmet begyndte at blive svækket. I slutningen af 1100-tallet viste det sig vanskeligt at mobilisere de engelske baroner til at kæmpe på kontinentet, og Johns forsøg endte i en borgerkrig. Civile stridigheder genopstod under Henrik 3. med oprørske baroner i 1258-59; de krævede omfattende reformer, og et parlament blev indkaldt i 1268 for at repræsentere oprørernes interesser.

#### Senmiddelalderen (1272–1485)
Da Edvard 1. blev konge i 1272 genetablerede han kongemagten og genoprettede de kongelige finanser og appellerede til bredere kredse ved at bruge parlamentet til at bevilge højere skat, og for at lytte til misbrug i lokalregeringer. Denne politiske balance ødelagdes under Edvard 2., og brutale borgerkrige brød ud i 1320'erne. Edvard 3. genoprettede atter orden med hjælp fra størstedelen af adelen, og han udøvede magt via exchequer, der var en fælles domstol og kongeligt hushold. Denne regering var bedre organiseret og i større skala en nogensinde før, og i 1300-tallet måtte kongens tidligere omrejsende kancelli blive i Westminster. Edvard brugte parlamentet endnu mere end sine forgængere til at tage sig af den generelle administration, lovgivning og til at indkræve skat til at betale for krigene i Frankrig. De kongelige jordbesiddelser og indkomsten fra dem var blevet mindre, og i stedet blev skatteopkrævning i højere grad nødvendig for at støtte kongens initiativer. Edvard afholdt storslåede ridderlige begivenheder i et forsøg på at forene sine støtter om de fælles symboler for ridderlighed. Idealet for ridderlighed fortsatte med at udvikle sig op igennem 1300-tallet. Det blev afspejlet i ridderordener som Hosebåndsordenen), store ridderturneringer og arrangementer inspireret af Kong Arthur.
Samfundet og regeringen i England i begyndelsen af 1300-tallet blev udfordret af den store hungersnød og den sorte død. Den økonomiske og demografiske krise skabte et pludseligt overskud af jord og underminerede jordejernes mulighed for at udøve deres feudale rettigheder. Det fik indkomsten fra lejede landområder til at kollapse. Lønningerne steg kraftigt, da arbejdsgivere kæmpede om en begrænset mængde arbejdere. Lovgivning blev introduceret for at begrænse lønninger og for at forhindre forbruget af luksusvarer blandt de lavere klasser, så retssager optog størstedelen af retssystemets tid og energi. Der blev introduceret en kopskat i 1377, der delte udgifterne ved krigen i Frankrig ud på hele befolkningen. Spændingerne endte voldeligt i 1381 i form af Peasants' Revolt; en voldsom gengældelse fulgte, og op mod 7.000 oprørere blev henrettet. En ny klasse af landadel opstod som følge af disse ændringer; de lejede deres jord fra stor landejere og dyrkede jorden for at få profit. Retssystemet blev udvidet i 1300-tallet, og tog sig af endnu mere komplekse problemer end tidligere.
Da Richard 2. blev afsat i 1399 var de store adelsmagnaters magt steget betragteligt; magtfulde herskere som Henrik 4. kunne styre dem, men under Henrik 6. kontrollerede de landet. Magnaterne afhang af deres indkomst fra leje og handel for at de kunne betale grupper af lejede og bevæbnede følgere, ofte med kontroversielt liberi og devise og til at købe støtte blandt den bredere landadel; dette system fik navnet bastardfeudalisme. Deres indflydelse blev både udøvet vise House of Lords i parlamentet og via kongens rå. Landadelen og de mere velhavende borgere udøvede stigende indflydelse via House of Commons, hvor de modsatte sig skatter der blev indskrevet til krigene i Frankrig. I 1430'erne og 1440'erne havde den engelske regering store finansielle problemer, hvilket ledte til krisen i 1450'erne og et stor oprør under lederskab af Jack Cade. Lov og orden brød sammen og kronen var ikke i stand til at standse kampene mellem forskellige adelsfolk og deres støtter. Under de resulterende rosekrige skete der en eskalering af volden blandt de ledende adelige på begge sider: tilfangetagne fjender blev henrettet og familiens jord blev konfiskeret. Da Henrik 7. overtog tronen i 1485 var både regerings- og samfundsstrukturen i England blev svækket voldsomt, og hele adelsfamilier var blevet udryddet.

### Kvinder i samfundet
Middelalderens England var et patriarkisk samfund og kvinders liv var meget påvirket af tidens syn på køn og autoritet. Kvinders position varierede også meget afhængigt af en række faktorer som  socialklasse, om de var ugift, gift, enke eller gift igen, og i hvilken del af landet de boede. Der var stor ulighed mellem kønnene i hele perioden, når det kom til valg i livet, adgang til ansættelse, handel og juridiske rettigheder.
I det angelsaksiske samfund havde adelskvinder rettigheder og høj status, selv om samfundet stadig var patriarkalsk. Nogle var abbedisser og havde stor indflydelse i den engelske kirke, selv om deres rigdom og autoritet blev mindre med de kirkelige reformer i 800-tallet. Angelsaksiske dronninger begyndte selv at eje jord i 900-tallet, og deres hushold bidrog til holde riget kørende. Selv om kvinder ikke kunne lede militært, ledede kvinder forsvar af herregårde og byer, hvis deres mænd var fraværende. De fleste angelsaksiske kvinder arbejdede dog på landet som en del af landbrugssamfundet, eller som bryggerkoner eller bagere.
Efter den normanniske invasion ændredes kvindernes position i samfundet. Deres rettigheder og roller blev skarpere defineret, til dels som resultat af udviklingen af det feudale system og udvidelsen af det juridiske system i England; nogle kvinder vandt ved det, andre tabte. Enkers rettigheder blev formelt beskrevet i loven i slutningen af 1100-tallet, og her stod, at frie kvinder kunne eje jord og ejendom, men der forhindrede ikke nødvendigvis, at kvinder under tvang blev gift igen. Regeringen blev større og mere organiseret under en række biskopper, og det reducerede dronningernes rolle, og deres hushold i den formelle regering. Gifte adelskvinder eller enker var fortsat kulturelle eller religiøse mæcener og spillede en vigtig rolle i politiske og militære begivenheder, selv om kronikører var usikre, om det var passende opførsel. Som i de tidligere århundreder arbejdede de fleste kvinder i landbruget, men blev rollerne mere skarpt opdelt; pløjning og markarbejde var mændenes opgave, mens mejeriproduktion var domineret af kvinder.
I årene efter den sorte død var mange kvinder blevet enker. Der manglede arbejdskraft, og store landområder med egnet landbrugsjord blev pludseligt tilgængelige. I landlige områder kunne bondekoner få bedre levevilkår end nogensinde før, men det arbejde, som kvinderne har stået for, er muligvis også blevet øget markant. Mange andre kvinder rejste til byerne i en sådan grad, at de nogle steder blev mændene talmæssigt overlegne. Her arbejdede de med deres mænd i spinding, klædefremstilling, på kroer eller som tjenestepiger. Nogle kvinder blev fuldtids ale-bryggerkoner, til de blev skubbet ud af erhvervet af den mandsdominerede øl-industri i 1400-tallet. Jobs og lærepladser med høj status var dog stadig lukket land for kvinder. Som tidligere udøvede adelskvinder magt på deres ejendomme i deres mænds fravær, og de måtte fortsat forsvare dem under belejringer og lignende konflikter på vegne af deres ægtefælle. Rige enker, der formåede at gøre krav på deres afdøde mænds ejendom, kunne leve som magtfulde medlemmer af samfundet.

### Identitet
En kulturel engelsk identitet opstod først fra interaktioner med germanske immigranter i 400- og 500-tallet, og indfødte romano-britiske beboere. Selvom tidlige middelalderlige kronikører beskrev immigranterne som anglere og saksere kom de fra et langt større område i Nordeuropa, og repræsenterede en række forskellige etniske grupper. I løbet af 500-tallet begyndte disse grupper dog at flyde sammen til mindre samfund rundt om i England, nogenlunde svarende til de senere angelske og saksiske kongeriger, som Beda beskrev i 700-tallet. I 800-tallet blev betegnelsen Angelcynn brugt officielt om et fælles engelsk folk, og fremmet til propagandaformål af kronikører og konger for at inspirere til modstand under den danske invasion.
Normannere og frankere som ankom efter erobringen så sig selv som værende anderledes end englænderne. De havde tætte familiære og økonomiske bånd til Hertugdømmet Normandiet, talte normannisk fransk og havde deres egen kultur. I mange år blev det at være engelsk forbundet med militær fiasko og livegenskab. I 1100-tallet blev opdelingen mellem englændere og normannere langsomt nedbrudt som et resultat af giftemål og samliv. Mod slutningen af 1100-tallet og muligvis allerede fra omkring 1150, mente samtidige kommentatorer, at de to folkeslag der blev blandet og tabet af hertugdømmet i 1204 forstærkede denne tendens. Det samfund der blev skabt værdsatte kulturelle værdier fra Frankrig, men fransk var fortsat det sprog som blev brugt ved hoffet, i forretningslivet og ved internationale affærer, og selvom parisere drillede englænderne med deres dårlige udtalelse. Mod slutningen af 1300-tallet blev måtte fransk i højere grad bliv lært formelt, frem for at blive naturligt indlært i hjemmet, selvom aristokratiet typisk ville tilbringe mange år i Frankrig for at blive helt fortrolige med sproget.
I 1100- og 1200-tallet begyndte englænderne at betragte sig selv som overlegne i forhold til waliserne, skotterne og bretonerne. Englænderne så sig selv som civiliserede, økonomiske blomstrende og ordentlig kristne, mens de keltiske nationer blev betragtet som dovne, barbariske og bagvendte. Efter invasion af Irland i slutningen af 1100-tallet, blev de samme følelser udtryk om irerne, og forskellene blev mere klare og forstærkede i 1300-tallet med engelsk lovgivning. Englænderne havde også stærke følelser over de udenlandske handlende, der boede i specielle enklaver i London i senmiddelalderen; jødernes plads i samfundet er beskrevet nedenfor men italienske og baltiske handelsfolk blev også betragtet som udenlandske og var ofte mål for vold under økonomiske nedture. Selv i England vrimlede det med forskellige identiteter, der hver havde deres egen opfattelse af status og vigtighed. Regionale identiteter kunne være vigtige; eksempelvis havde mænd og kvinde Yorkshire en klar identitet i samfundet og professionelle grupper havde særskilte identiteter såsom advokater, var i åben kamp med andre byer som London.

### Jøder
Det jødisk samfund spillede en vigtig rolle i England i hele middelalderen. De første jøder ankom til landet efter den normanniske invasion, da Vilhelm Erobreren fik rige medlemmer af Rouen-samfundet til London for at bosætte sig. Det jødiske samfund bredte sig over hele England og drev vigtig låne- og bankvirksomhed, der forbudt af selskabslove. I løbet af 1100-tallet blev de jødiske finanssamfund endnu rigere, arbejdede under kongelig beskyttelse og gav kongen en kilde til permanent kredit. Alle de større byer havde jødiske områder, og selv mindre byer fik besøg af rejsende jødiske købmænd. Mod slutningen af Henrik 2.s regeringstid ophørte kongen med at låne penge fra det jødiske samfund og begyndte at skaffe kapital fra vilkårlige skatter og bøder. Jøderne blev udsat for smædekampagner og anklager om at de udførte rituelle barnemord, hvilket tilskyndede til pogromer i Richard 1.s regeringstid. Efter en fredelig begyndelse i kong Johns tid på tronen begyndte kongen at afpresse jøderne penge, og da ro og orden brød sammen i 1215 var jøderne ofre for nye angreb. Henrik 3. genetablerede en del af beskyttelsen, og de jødiske låneforretninger begyndte at gå bedre. Alligevel blev det jødiske samfund stadig fattigere og jøderne blev endeligt smidt ud af England i 1290 af Edvard 1., og de blev erstattet af udenlandske købmænd.

## Religion

### Kristendommens udbredelse
Kristendommen havde været Romerrigets officielle religion, og de første kirker i England blev bygget i sidste halvdel af 300-tallet styret af et hierarki af biskopper og præster. Mange hedenske helligdomme blev omdannet til kristent brug, og kun få hedenske steder blev dyrket i 400-tallet. Da Romerriget forfaldt i slutningen af 400-tallet, endte den formelle kristne religion i det østlige England, og nye germanske immigranter ankom med deres egne polyteistiske guder som Woden, Thunor og Tiw, hvilket stadig kan se i forskellige engelske stednavne. På trods af at hedenske religioner igen blev udbredt, så overlevede kristne samfund stadig i vestelige områder som Gloucestershire og Somerset.
I slutningen af 500- og begyndelsen af 600-tallet begyndte en bevægelse tilbage mod kristendommen hjulpet på vej af frankernes omvendelse i Nordfrankrig, som havde stor indflydelse i England. Pave Gregor 1. sendte en gruppe missionærer af sted for at omvende kong Æthelberht af Kent og hans hushold. Det igangsatte konverteringen af Kent. Augustin blev den første ærkebiskop af Canterbury og begyndte at opføre kirker over hele det sydøstlige England, hvor man anvendte tidligere hedenske helligdomme. Oswald og Oswiu, konger af Northumbria, blev omvendt i 630'erne og 640'erne, og en bølge af konverteringer fortsatte til midten af 600-tallet i kongeriget Mercia, det sydlige saksiske område og Isle of Wight. Mod slutningen af 600-tallet var processen stort set fuldendt, og den havde skabt en forvirrende og uensartet vifte af lokal praksis og religiøse ceremonier. Denne nye kristnedom afspejlede den angelsaksiske militærkultur: da kongerne begyndte at konvertere i 500- og 600-tallet, begyndte konverteringerne at blive brugt som begrundelse for krige mod de hedenske kongeriger, og engelske helgener blev gennemsyret af deres krigsmæssige egenskaber.
Vikingernes invasioner i 700- og 800-tallet genindførte hedenskab i Nordøstengland. Det medførte en ny bølge af konverteringer. Den skandinaviske tro mindede meget om den der fandtes i andre germanske områder, en gudeverden med Odin, Thor og Ull kombineret med en tro på en endelig apokalyptisk krig, Ragnarok. De nordiske bosættere i England blev konverteret relativt hurtigt og de assimilerede deres tro i kristendommen i årtierne efter deres besættelse af York, som ærkebiskoppen havde overlevet. Processen var stort set afsluttet i begyndelsen af 900-tallet, og det gjorde det muligt for Englands ledende gejstlige at forhandle med krigsherrerne. Da nordboerne i deres hjemlande begyndte at konvertere, rekrutterede mange herskere i Norden missionære fra England til at hjælpe med processen.

### Religøse institutioner
Med konverteringen af størstedelen af England i 500- og 600-tallet oplevede landet en eksplosiv vækst i opførslen af kirker. Engelske klostre var den primære base for kirken, og de var ofte sponsoreret af lokale herskere, men tog en række forskellige former i blandede samfund der blev ledet af abbedisser, biskopper, samfund af munke og andre blev dannet omkring gifte præster og deres familier. Katedraler blev opført og drevet af sekulære kannikker i europæisk tradition, eller som ordenskapitler af munke, hvilket var unikt for England. Disse institutioner blev både påvirket af vikingetogterne i 800-tallet og adelens annekteringer. I begyndelsen af 900-tallet var klostrenes jordbesiddelser, deres finansielle ressourcer og kvaliteten af deres religiøse arbejde blevet indskrænket betydeligt. Reformer fulgte under kongerne af Wessex, der fremmede Benedikts Regel, der var populær på kontinentet. Et reformeret netværk af omkring 40 klosterinstitutioner i Syd- og Østengland, der var under kongens beskyttelse, hjalp med at genetablere den royale kontrol over det generobrede Danelagen.
Den normanniske erobring i 1066 indførte nye normanniske og franske gejstlige; nogle adopterede og omfavnede det tidligere angelsaksiske religiøse system, mens andre introducerede nye metoder fra Normandiet. Der blev givet omfattende engelske landområder til klostrene i Normandiet. Det hjalp dem med at lave søsterklostre i hele kongeriget. Klostrene blev bragt ind i nettet af feudale relationer, og deres jordbesiddelser blev knyttet til levering af militær støtte til kronen. Normannerne overtog den angelsaksiske model med klosterkirkesamfund, og inden for 70 år var størstedelen af de engelske katedraler styret af munke; hver anden engelsk katedral blev i større eller mindre grad udbygget af de nye herskere. Engelske biskopper fortsatte med at være magtfulde personer, og i begyndelsen af 1100-tallet samlede de hære mod skotske invasioner, og de opbyggede en stor mængde borge rundt om i landet.
Andre ordener begyndte at blive indført i England. I takt med at båndene til Normandiet slækkedes blev den franske Cluniske orden populær og de blev introduceret i England Augustinerordenen spredte sig hurtigt fra begyndelsen af 1100-tallet, mens Cistercinerordenen nåede til England i slutningen af århundredet og oprettede asketisk tolkning af klosterreglerne, og de byggede store klostre i Rievaulx og Fountains. I 1215 var der over 600 klostersamfund i England, men oprettelsen af nye blev mindre i 1200-tallet. Det skabte langvarige finansielle problemer for mange af institutionerne. Dominikaner- og franciskanermunke kom til England i 1220'erne og havde etableret 150 munkeklostre ved udgangen af 1200-tallet; disse medicinske ordener blev hurtigt populære særligt i byerne, og de havde stor indflydelse på lokale prædikanter. De religiøse militærordener der blev populære over hele Europa fra 1100-tallet og fik også besiddelser i England. Fx Tempelridderne, Den Tyske Orden og Johanniterordenen.

### Kirke, stat og kætteri
Kirken havde et tæt forhold til den engelske stat i hele middelalderen. Biskopperne og de store klosterledere spillede en stor rolle i den nationale regering og havde vigtige roller i kongens råd. Biskopper havde ansvar for byer, styrede skatteinddrivelse og lokalregering. Det blev ofte uholdbart med vikingernes plyndringer i 800-tallet, og i Worcester fik biskopper nye boliger med de lokale ealdormen og byttede autoritet og indkomst for hjælp til at forsvare byen. Den tidligere engelske kirke havde mange uoverensstemmelser med de katolske doktriner, som var adresseret under synoden i Whitby i 664; nogle problemer blev løst, men diskussioner mellem ærkebiskopperne af Canterbury og York, der havde forrang i hele landet, begyndte kort efter og fortsatte gennem det meste af middelalderen.
Vilhelm Erobreren fik støtte af kirken til invasionen af England ved at love eklastiske reformer. Vilhelm fremmede cølibat blandt gejstligheden og gav den eklastiske domstol mere magt, men reducerede også kirkens direkte bånd til Rom og gjorde den ansvarlig overfor kongen. Der blev spændinger mellem den og de pave Gregorg 7.s reformbevægelse, der kæmpede for mere frihed fra den kongelige autoritet for præstestanden, fordømte udøvelsen af simoni og fremmede større indflydelse fra pavesædet i kirkelige affærer. På trods af at biskopperne stadig spillede en stor rolle i lokalregering, opstod der spændinger mellem kongerne af England og lederne i nøgleroller i den engelske kirke. Konger og ærkebiskopper begyndte at toppes over retten til at udnævne biskopper og religiøs politik, og adskillige ærkebiskopper som Anselm, Theobald af Bec, Thomas Becket og Stephen Langton blev tvunget i eksil, arresteret af kongelige ridder eller endda slået ihjel. I begyndelsen af 1200-tallet havde kirken stort set vundet sin frihed og stod næsten udelukkende til regnskab for Rom.
I 1380'erne skete der ændringer i kirkens lære som følge af John Wycliffes lære. Han var medlem af Oxford University. Wycliffe talte for de hellige skrifter var den bedste måde at forstå Guds intentioner. Mens liturgiens overnaturlige natur, kombineret med rigdom i kirken og højstående kirkefolks rolle i regeringen, distraherede fra studiet af Guds ord. En uformel bevægelse med mange medlemmer af landadelen fulgte disse ideer efter Wycliffes død i 1385 og forsøgte at få vedtaget Parliamentary bill i 1395: bevægelsen blev hurtigt fordømt af myndighederne og dømt som "lollarder". De engelske biskopper blev beskyldt for at kontrollere og modvirke denne tendens, at afbryde lollardernes prædikener og i stedet håndhæve deres egne prædikener i kirken. Mod begyndelsen af 1400-tallet var bekæmpelse af lollardernes lære blevet et vigtigt politisk problem, som Henrik 4. og hans lancaster-følgere var forkæmpere for. De brugte deres magt over både kirken og staten til at bekæmpe kætteriet.

### Pilgrimme og korstog
Pilgrimsfærd var en folkelig religiøs praksis i Englands middelalder, og traditionen går tilbage til den romerske periode. Typiske pilgrimme rejste til en helligdom eller en særlig kirke, enten for at gøre bod eller for at blive helbredt for sygdom. Nogle pilgrimme rejse længere enten i Storbritannien eller på kontinentet.
I den angelsaksiske periode blev der opført mange helligdomme på hedenske steder, som blev populære pilgrimsmål, mens andre pilgrimme besøgte prominente klostre og læringssteder. Adelige og konger rejste til Rom fra 600-tallet; nogle gange var det et belejligt politisk eksil. Under normannerne reklamerede institutioner med vigtige helligdomme for at fremhæve deres mirakler som Glastonbury, Canterbury og Winchester. Det blev en vigtig opgave for ambitiøse institutioner at samle relikvier med helende kraft eller som gav status til stedet, hvor de blev opbevaret. I 1100-tallet blev beretninger om mirakler udført af lokale helgener mere og mere almindelige i England. Det gjorde pilgrimsfærd dertil endnu mere populære.
Deltagelse i korstogene blev også set som en form for pilgrimsfærd, og det latinske peregrinatio blev brugt om begge aktiviteter. Mens den engelske deltagelse i det første korstog mellem 1095 og 1099 var begrænset, så spillede England en stor rolle i det andet, tredje og femte korstog i de næste to århundreder, hvor mange korsfarere rejste til Levanten. Ideen om at foretage en pilgrimsrejse til Jerusalem var dog ikke ny i England, da religiøst begrundet krigsførelse gik helt tilbage til angelsaksisk England. Mange af dem, der tog på korstog, forlod aldrig landet, ofte fordi de ikke havde penge til turen. Indsamling af midler til at rejse på korstog krævede typisk at korsfareren solgte eller pantsatte sin jord og ejendom. Det havde stor betydning for deres familier, og i nogle tilfælde påvirkede det landets økonomi.

## Økonomi og teknologi

### Geografi
England havde en meget varieret geografi i middelalderen: fra Fenlands i East Anglia eller det skovrige Weald, til højtliggende moors i Yorkshire. Alligevel bestod middelalderens England groft sagt af to zoner, der blev delt ved floderne Exe og Tees: i syd og øst var der let og mere frugtbar jord, der kunne bruges til marker og pastoral landbrug, mens den dårligere jord og det koldere klima i nord og vest hovedsageligt blev brugt til dyreavl. Den del af landet, som var dækket af træer, var en smule større end i 1900-tallet, og bjørne, bævere og ulve levede i England. Bjørnene blev jaget og udryddet i 1000-tallet, og bæverne uddøde i 1100-tallet. Af de omkring 16.000 km (10.000 miles) veje, der var blevet bygget af romerne, var mange fortsat i brug, og især fire var af strategisk vigtighed; Icknield Way, Fosse Way, Ermine Street og Watling Street, som gik på tværs over landet. Vejsystemet var tilstrækkeligt i denne periode, men det var markant billigere at sejle varer vand. De store floder var vigtige transportruter, og mange engelske byer etablerede store havne ved dem.
I en stor del af middelalderen var klimaet i England meget anderledes end i 2000-tallet. Mellem 800- og 1200-tallet oplevede landet den middelalderlige varmeperiode med varmere temperaturer; i begyndelsen af 1200-tallet var somrene eksempelvis omkring 1 °C varmere end i dag, og klimaet var en smule mere tørt. Denne varme gjorde det muligt at dyrke den dårligere landbrugsjord, og man kunne dyrke vindruer langt mod nord. Varmeperioden blev fulgt af adskillige århundreder med meget koldere temperaturer, den lille istid; i 1300-tallet var forårstemperaturerne markant lavere, og de nåede deres laveste i 1340'erne og 1350'erne. Den kolde afslutning på middelalderen påvirkede landbruget og levestandarden i England meget.
Allerede begyndelsen af middelalderen var landskabet i England formet af menneskene i mange århundreder. Mange skovområder var nye, og de var skabt af markområder, der var tilgroet efter Romerrigets fald. Menneskelig indgriben havde skabt græsningsegeskove, der var et gammel system til at styre og regulere skovområder og dyr, og stævningsskov, der var en intensiv tilgang til at drive skovområderne. Andre landbrugsområder var med agerjord og græsning, mens der i nogle dele af landet, heriblandt sydvest, var store lyngheder, der var levn fra tidligere tiders udpining af jorden ved for intensiv dyrkning i bronzealderen. Englands miljø fortsatte med at blive formet i hele periode ved opførelsen af diger for at dræne moseområder, skovrydning og tørvegravning i stor skala. velplejede dyreparker, hvor der kunne jages hjorte og vildsvin blev skabt som statussymbol for adelstanden fra 1100-tallet, mens tidligere parkområder, "hays", muligvis stammer  helt tilbage fra 600-tallet.

### Økonomi og demografi
Den engelske økonomi var baseret på landbrugets afgrøder som hvede, byg og havre dyrket med sædskifte; og får, kvæg og svin. I sidste del af den angelsaksiske periode flyttede mange bønder fra fjerne gårde til små samfund og dannede landsbyer for sammen at kunne dyrke landet. Landbrugsjorden blev normalt organiseret omkring herregårde og blev opdelt i marker, som jordejere styrede direkte, kaldet domæneland. Størstedelen af markerne blev dyrket af lokale bønder. Disse bønder betalte leje til jordejeren enten ved fysisk arbejde på herremandens marker eller ved penge eller naturalier. I 1100-tallet blomstrede markedsøkonomien over store dele af England, mens de sydlige og østlige byer var dybt involveret i internationale handel. Der blev opført omkring 6.000 vandmøller til at male mel; det frigjorde arbejdskraft til andre mere produktive opgaver.
Selv om den normanniske invasion medførte ødelæggelser, da soldaterne plyndrede landområderne, hvor de kom frem, og jord blev konfiskeret til nye borge, så blev den engelske økonomi som helhed ikke påvirket meget. Skatterne blev dog øget, og normannerne etablerede store skove, hvis naturressourcer blev udnyttet og beskyttet af kongelige love. I de to næste århundreder skete der en store vækst i engelsk økonomi, der hovedsageligt blev drevet af befolkningsvækst, hvor indbyggertallet gik fra omkring 1,5 millioner i 1086 til mellem 4 og 5 millioner i 1300. Mere land blev gjort opdyrket område, en stor del på bekostning af de kongelige skove, for at kunne brødføde den voksende befolkning og for at kunne producere uld til at eksportere til Europa. Mange hundrede nye byer, hvoraf nogle var planlagte byer, blev opført over hele England og underbyggede oprettelsen af lav, markeder og andre middelalderlige institutioner, der blev styret af den voksende handel. Jødisk finans spillede en stor rolle i at finansiere den voksende økonomi, sammen med cistercienser- og augistinerordener, der opstod som vigtige spillere i uldhandlen mod nord. Minedrift blev mere udbredt i England, hvor der særligt blev gravet efter sølv i 1100-tallet, hvilket var med til at igangsætte en udvidelse af pengemængden.
Den økonomiske vækst begyndte at svigte mod slutningen af 1200-tallet som følge af  overbefolkning, mangel på jord og udpining af den. Den store hungersnød rystede den engelske økonomi voldsomt, og befolkningsvæksten stoppede; det første udbrud af den sorte død i 1348 slog omkring halvdelen af landets befolkning ihjel. Landbrugssektoren svandt hurtigt med højere lønninger, lavere priser og forsvindende profit, hvilket førte til, at det gamle system, hvor herregårdene ejede det meste af landbrugsjorden, blev afskaffet til fordel for et mere moderne system, der fokuserede på at betale kontant for leje af land. Da udbyttet på landet faldt, blev mange gårde og nogle gange hele bosættelser opgivet, og næsten 1.500 landsbyer blev forladt. En ny klasse af landadel opstod, og de lejede gårdene fra den højere adel. Regeringen mislykkedes i forsøg på at regulere lønninger og forbrug, men disse kollapsede i årtierne efter Peasants' Revolt i 1381.
Den engelske klædeindustri voksede betragteligt i begyndelsen af 1400-tallet, og nye klasser af internationale engelske købmænd opstod, typisk i London eller den sydvestlige del af landet, og de blomstrede på de ældre købmænds bekostning, og hvilket fik købstæder i de østlige byer til at skrumpe. Disse nye handelssystemer fik mange internationale markeder til at bryde sammen og Livery Company opstod. Fiskeri i Nordsøen blev udvidet til også at foregå på dybere vand, hvilket blev støttet af kommercielle investeringer fra storkøbmænd. Mellem 1440 og 1480 gik Europa ind i en recession, og England oplevede generel økonomisk nedgang og depression; handlen kollapsede, hvilket fik prisen på landbrugsvare og leje til at falde og til sidst fik de kongelige skatter ned på et acceptabelt niveau. De efterfølgende spændinger og utilfredshed spillede en vigtig rolle i Jack Cades populære oprør i 1450, og de efterfølgende rosekrige. Mod slutningen af middelalderen var økonomien begyndt at blive genoprettet, og der var sket store forbedringer inden for metalbearbejdning og skibsbygning, der kom til at påvirke den tidlige moderne periodes økonomi.

### Teknologi og videnskab
Teknologi og videnskab i England udviklede sig betragteligt i middelalderen, og det blev til dels drevet af græsk og islamisk tænkning, der nåede England fra 1100-tallet og fremefter. Der kom mange forbedringer i videnskabelige ideer, inklusive introduktionen af arabiske tal og en række forbedringer af enheder brugt til tidsmåling. Ure blev bygget for første gange i England i slutningen af 1200-tallet, og de første mekaniske ure blev med sikkerhed installeret i katedraler og klostre i 1320'erne. Astrologi, magi og håndlæsning blev også betragte tsom vigtige former for viden i middelalderens England, selvom nogle tvivlede på deres pålidelighed.
En række indflydelsesrige engelske forskere og videnskabsmænd stammer fra perioden. Roger Bacon, der var filosof og franciscanermunk, arbejder med naturfilosofi, astronomi og alkymi; han lagde grundstenene i teorien for den fremtidige videnskabelige metode i naturvidenskab. William af Ockham hjalp med at sammensætte latin, græsk og islamisk litteratur til en generel teori for logik; "Ockhams ragekniv" var en af hans ofte citerede konklusioner. Engelske naturvidenskabsfolk siden Bedas tid havde troet at jorden var rund, men Johannes de Sacrobosco beregnede omkredsen på jorden i 1200-tallet. På trods af begrænsningerne i middelalderlig medicin så udgav Gilbertus Anglicus Compendium Medicinae, der er et af de største medicinske værker, der nogensinde er skrevet på latin. Prominente historiske og videnskabelige værker begyndte at blive oversat til engelsk for første gang i sidste halvdel af 1300-tallet, inklusive Polychronicon og The Travels of Sir John Mandeville. Universiteterne i Oxford og Cambridge blev etableret i 1000- og 1100-tallet, og de trak begge på universitetet i Paris.
Den teknologisk udvikling fortsatte inden for flere områder. Vandmøller, der kunne male mel, havde eksisteret i det meste af den angelsaksiske periode som horisontale møller. Fra 1100-tallet blev der opført langt flere møller over hele landet, som overflødigjorde håndmøller, og de ældre horisontale møller blev gradvist erstattet med nye vertikale. Vindmøller begyndte at blive bygget i 1100-tallet, og de blev langsomt mere almindelige. Vanddrevne valkemøller og hamre optrådte også allerede i 1100-tallet; vandkraft blev også brugt til at smelteværker i 1300-tallet, og den første højovn åbnede i 1496. Nye metoder til minedrift blev udviklet og hestedrevne pumper kom i de engelske miner i slutningen af middelalderen. Introduktionen af humle-øl ændrede bryggerindustrien i 1300-tallet og nye teknikker blev opfundet til at kunne konservere fisk. Glaseret keramik blev udbredt i løbet af 1100- og 1200-tallet, og stentøj erstattede i vid udstrækning trætallerkener og skåle i 1400-tallet. William Caxton og Wynkyn de Worde begyndte at bruge trykpressen i slutningen af 1400-tallet. Transportforbindelserne blev også forbedret; mange vejbroer blev enten opført eller genopført i sten i den lange økonomiske opblomstring i 1100- og 1200-tallet. Englands handel til søs nød godt af af koggerne, og mange havne blev forbedret og udstyret med kraner for første gang.

## Krigsførelse

### Hære
I begyndelsen af den angelsaksiske periode foregik de fleste krige i England, og der opstod stadig store konflikter i hver eneste generation i den senere periode. Grupper af veludrustede adelsfolk og deres hushold dannede kernen i disse hære, og de blev støttet og suppleret af et stort antal soldater fra hele landet, en fyrd. I 800-tallet kunne hære på op mod 20.000 blive samlet til felttog, og yderligere 28.000 kunne blive indkaldt og forsvare byer. Det mest almindelige våben var spyddet, mens sværdet blev brugt af velstillede adelsmænd. Kavalriet var sandsynligvis mindre udbredt end i resten af Europa, men visse angelsaksere kæmpede til hest. Vikingernes angreb på England i 800-tallet førte til krigstaktik som skjoldmure under slag, og da skandinaverne overtog magten i 1000-tallet blev huskarle indført, som en gruppe elitesoldater, hvis opgave var at beskytte kongen.
Angelnormannisk krigsførelse var udmattende militære felttog, hvor kommandørerne forsøgte at plyndre fjendens land og erobre borge for at give dem kontrol over deres modstanderes territorier og få en langsom men strategisk sejr. Undertiden blev der også udkæmpet arrangerede slag, hvor to hære aftalte tid og mødested for et slag, men de blev betragtet som farlige slag og mange kommandører forsøgte at undgå dem. Tidens hære bestod af beredne riddere i rustning, der blev støttet af infanteri. Armbrøsten blev mere udbredt i 1100-tallet sammen med den gammeldags kortbue. Kernen i disse hære var familia regis, kongens permanente militærstyrke, som blev støttet i krig af feudale soldater indkaldt af lokale adelsmænd i en begrænset periode under et felttog. Lejesoldater blev ansat i stadig større omfang. Det fik prisen på krig til at stige markant, og tilstrækkelige mængder kontanter blev en vigtig del af et felttogs succes.
I slutningen af 1200-tallet udvidede Edvard 1. familia regis til en lille stående hær, der blev kernen i langt større hære på op mod 28.700 mand, som hovedsageligt bestod af fodsoldater, til felttog i Skotland og Frankrig. Da Edvard 3. blev konge var hærene mindre, men tropperne var typisk bedre udstyret, og bueskytterne brugte langbuer, der kunne være et ødelæggende våben. Kanoner blev brugt første gang af de engelske i Crécy i 1346. Soldater begyndte at få kontrakter til specifikke felttog. I 1400-tallet adskilte de engelske hære sig dog fra det øvrige Europa, idet rosekrigene i høj grad blev udkæmpet af uerfarne soldater og ofte med gammeldags våben, hvilket gjorde det muligt for europæiske hære, der blandede sig i konflikten, at have stor effekt på slagene.

### Flåder
Den første reference til en engelsk flåde optræder i 851, hvor kronikører beskriver skibe fra Wessex, der besejrer en vikingeflåde. Disse tidlige flåder var små, men de blev større i 900-tallet. Det gjorde det muligt for Wessex at udvide og udøve sin magt i det Irske Hav og den Engelske Kanal. Knuds flåde havde op mod 40 fartøjer, mens Edvard Bekenderen kunne mønstre 80 skibe. Nogle skibe blev bemandet med sømænd, lithesmen og bustsecarls, der sandsynligvis kom fra kystbyer, mens andre fartøjer blev mobiliseret som en del af en national flåde og bemandet med deres normale soldater. Matroser spillede en vigtig rolle i resten af middelalderen, da den gjorde det muligt at flytte hære og forsyninger samt at plyndre i fjendens områder, og man kunne angribe fjendens flåder. Den engelske flådes magt blev særligt vigtig efter tabet af Normandiet i 1204, der omdannede den Engelske Kanal fra en fredelig transitrute til en omstridt grænseregion. De engelske flåder i 1200- og 1300-tallet bestod typisk af specielle skibe som galejer, transportskibe og tvangsudskrevne handelsskibe, der blev brugt i krig; sidstnævnte var i stigende grad kogger, der var en ny form for sejlskib. Slagene blev udkæmpet, når en flåde fandt en anden flåde for anker, som det skete ved den engelske sejr ved Sluys i 1340, eller på åbent vand som ud for Winchelseas kyst i 1350; plyndringstogter, som de franske angreb i Sydengland mellem 1338 og 1339, kunne have en ødelæggende effekt på byer, som aldrig kom sig fuldstændigt.

### Fæstninger
Mange af de fæstninger, som blev bygget af romerne i England overlevede til middelalderen. Også murene omkring forter og byer. Disse forsvarsværker blev ofte genbrugt i den ustabile efterromerske periode. Angelsaksiske konger udførte store planlagte byudvidelser i 700- og 800-tallet og byggede burhs, der ofte blev beskyttet med volde i jord og træ. Burh-mure anvendte nogle gange ældre romerske fæstninger, både af praktiske årsager og for at styrke deres ejeres ry ved symbolikken i den tidligere romerske magt.
Selv om et mindre antal borge blev bygget i England i 1050'erne, opførte normannerne efter 1066 motte and bailey og voldanlæg i hobetal i deres nyerobrede områder. I 1100-tallet begyndte normannerne at bygge mere i sten med det karakteristiske firkantede keep, der understøttede både militære og politiske funktioner. Kongelige borge blev brugt til at kontrollere vigtige byer og skove, mens baronernes borge blev brugt af de normanniske herremænd til at kontrollere deres vidtstrakte jorder; et feudalsystem, "castle-guard", blev af og til anvendt til garnisoner. Borge og belejringer fortsatte med at være militært sofistikerede i 1100-tallet og i 1200-tallet blev der opført nye bymure som forsvarsanlæg over hele England.
I 1300-tallet kombinerede borge deres forsvarsmæssige funktion med luksus, ved at indrette fornemme beboelsesafdelinger, haveanlæg og parker omkring fæstninger. Tidlige krudtvåben blev brugt til forsvar af borgene fra slutningen af 1300-tallet, og kanonporte blev en vigtig del af en moderne borg. Finansieringen i at vedligeholde borge betød, at mange blev forladt eller forfaldt. Et mindre antal borge blev udviklet af ekstremt rige til paladser, hvor der kunne afholdes overdådige fester i kunstfærdig arkitektur. Mindre beboelsestårne begyndte at optræde i Nordengland som beskyttelse mod truslen fra Skotland. I senmiddelalderen blev bymurene mindre militaristiske og blev oftere et udtryk for borgernes stolthed eller en del af byens forvaltning; mange store portbygninger blev opført i 1300- og 1400-tallet til samme formål.

## Kunst

### Kunst
I middelalderens England blev der skabt kunst i form af malerier, udskæringer, bøger, tekstiler og mange praktiske og smukke genstande. Der blev anvendt guld, glas og elfenben, og designet var ofte meget klart. Angelsaksiske kunstnere fremstillede kunstgenstande i elfenben, illuminerede manuskripter, broderier, kors og stenskulpturer, selv om der kun er et beskedent antal bevaret. de producerede metalarbejder med guld og granat. Brocher, bæltespænder, sværdfæster og drikkehorn var særligt populære. Genstande i Sutton Hoo-begravelsen var ofte i dyrestil, der var stærkt influeret af kontinentets mode, hvor dyreformer blev forvrænget til flydende former, der blev placeret langs geometriske mønstre. Fra 600-tallet blev naturalistiske mønstre populære med både i mennesker og dyr. I 900-tallet begyndte karolingisk stil, der var inspireret af det klassiske billedsprog, at komme til landet fra kontinentet, og stilen blev brugt i stort omfang i de reformerede benedektinske klostre i både Syd- og Østengland.
Med den normanniske erobring kom den nordfranske kunstneriske stil med illuminerede manuskripter og vægmalerier, og det reducerede efterspørgslen på træskæringer. Inden for andre kunstneriske områder som broderi, forblev den angelsaksiske indflydelse tydelig helt op i 1100-tallet, og det berømte Bayuex-tapet er et eksempel på en ældre stil, der blev genanvendt under det nye regime. Glasmaleri blev en særlig engelsk kunst i den sene middelalder, selv om det farvede glas, der blev brugt stort set var importeret fra Europa. Der er kun bevaret ganske få eksempler på tidligt glasmaleri i England, men den havde typisk både en æstetisk og belærende funktion, mens de senere værker også mindedes den eller dem, der havde betalt vinduet. Engelske gobeliner og broderi i 1300-tallet var af særlig høj kvalitet; de blev produceret af nonner og fra London eksporterede det til hele Europa, hvor de blev kendt som opus anglicanum. Illuminerede bøger, som Queen Mary Psalter, var også berømte: de var rigt dekoreret i en kombination af groteske og realistiske figurer og meget farverige. Kvaliteten af den illuminerede kunst i England gik meget tilbage, da der kom konkurrence fra Flandern i 1300-tallet, og senere engelske illuminerede værker imiterer generelt de flamske.